# Pat Jennings
Patrick Anthony Jennings (Észak-Írország, Newry, 1945. június 12. –) északír labdarúgó, 119-szeres északír válogatott kapus. Pályafutása alatt közel 1000 mérkőzésen játszott, a Tottenham Hotspur mezében pedig gólt is szerzett az 1967-es angol labdarúgó-szuperkupa meccsen. A Brit Birodalom Rendje (OBE) kitüntetés birtokosa. 

## Pályafutása

### Newry Town és Watford Town
Jennings pályafutását a helyi Newry Town-nál kezdte 16 évesen, majd 1963 májusában az angol harmadosztályú Watford Town-hoz csatlakozott. Első szezonjában az összes bajnokin pályán volt, így figyelt fel rá a Tottenham Hotspur, akik a szezon végén 27 000 fontért leigazolták.

### Tottenham Hotspur
Jennings 13 évig játszott a White Hart Lane-en, ahol 472-szer védett a bajnokságban, összesen 591-szer. A csapattal 1967-ben FA-kupát, 1971-ben és 1973-ban angol Ligakupát, 1972-ben pedig UEFA-kupát nyert. Az 1967-es angol labdarúgó-szuperkupa mérkőzésen gólt is szerzett a Manchester United ellen szabadrúgásból. 1973-ban megnyerte az FWA az év labdarúgója díjat, majd három évvel később a PFA Év Angol Labdarúgója díjat.

### Arsenal
Jennings 1977 augusztusában a Tottenham ősi riválisa, az Arsenal igazolta le, mivel a Tottenham úgy gondolta, már pályafutásának végéhez ért. Ennek ellenére még 8 évig játszott az Ágyúsoknál. Az Arsenallal zsinórban három FA-kupa döntőben játszott (1978-ban, 1979-ben és 1980-ban), ezek közül azonban csak egyet nyert meg: 1979-ben a Manchester United ellen 3–2-re. 1977 és 1985 között összesen 327 mérkőzésen védett, 237-szer a bajnokságban. 1985-ben visszavonult.
1986-ban egy mérkőzés ellenére visszatért a pályára a Shamrock Rovers színeiben Shay Brennan búcsúmérkőzésén.

### Válogatott
Jennings az északír válogatott tagja volt 1964-től 1986-ig. 1964. április 15-én, 18 évesen, a Watford Town játékosaként debütált a válogatottban egy British Home Championship mérkőzésen Wales ellen. Észak-Írország nyert 3–2-re. George Best is ugyanezen a mérkőzésen mutatkozott be a válogatottban. Jennings utolsó válogatottbeli mérkőzését a 41. születésnapján játszotta. Ez volt Észak-Írország utolsó csoportmérkőzése az 1986-os világbajnokságon. Ez volt Jennings második világbajnoksága, korábban az 1982-es világbajnokságon játszott.

### Visszavonulása után
Jennings visszavonulása után kapusedzőként dolgozott, többek közt a Tottenham-nél is 1993-tól. 2003-ban az Angol Hírességek Csarnokának tagja lett elismerésképpen az angol bajnokságban mutatott teljesítményéért.
Fia, az ifjabb Pat Jennings is kapus, ő az ír bajnokságban játszik a Sligo Rovers-ben kölcsönben a Derry City-től.
Jennings jelenleg Broxbourne-ban, Herts-ben lakik.

## Sikerei, díjai
Tottenham Hotspur
- Angol kupa: 1967
- Angol ligakupa: 1971, 1973
- UEFA-kupa: 1972

Arsenal
- Angol kupa: 1979

Egyénileg
- Az év labdarúgója (FWA): 1973
- Az év angol labdarúgója (PFA): 1976